# Curling under vinter-OL 2018

## Baggrund
Curling er på det olympiske program for syvende gang og for første gang konkurreres der også i mixed double ud over de to traditionelle konkurrencer for herrer og damer. 

Følgende nationer er kvalificeret til curling konkurrencerne ved vinter-OL 2018.
| Nationer                    | Herrer | Damer | Mixed |
| Canada                      | 5      | 5     | 2     |
| Sydkorea                    | 5      | 5     | 2     |
| Schweiz                     | 5      | 5     | 2     |
| USA                         | 5      | 5     | 2     |
| Danmark                     | 5      | 5     | -     |
| Storbritannien              | 5      | 5     | -     |
| Japan                       | 5      | 5     | -     |
| Sverige                     | 5      | 5     | -     |
| Olympic Athlete from Russia | -      | 5     | 2     |
| Kina                        | -      | 5     | 2     |
| Norge                       | 5      | -     | 2     |
| Italien                     | 5      | -     | -     |
| Finland                     | -      | -     | 2     |

## Turneringsprogram
Curling turneringen starter én dag før åbningen af selve legene og kvindernes finale afholdes på afslutningsdagen. Curling er således den eneste sportsgren, hvor der er konkurrencer hver dag under hele OL.
Nedenfor ses det fulde program for curlingturneringen. 
| IR | Indledende runder | SF | Semifinaler | B | Bronzekamp | F | Finale |

| Konkurrence / Dato | 8/2 | 9/2 | 10/2 | 11/2 | 12/2 | 13/2 | 13/2 | 14/2 | 15/2 | 16/2 | 17/2 | 18/2 | 19/2 | 20/2 | 21/2 | 22/2 | 23/2 | 24/2 | 25/2 |
| ------------------ | --- | --- | ---- | ---- | ---- | ---- | ---- | ---- | ---- | ---- | ---- | ---- | ---- | ---- | ---- | ---- | ---- | ---- | ---- |
| Herrer             |     |     |      |      |      |      |      | IR   | IR   | IR   | IR   | IR   | IR   | IR   | IR   | SF   | B    | F    |      |
| Damer              |     |     |      |      |      |      |      | IR   | IR   | IR   | IR   | IR   | IR   | IR   | IR   |      | SF   | B    | F    |
| Mixed              | IR  | IR  | IR   | IR   | SF   | B    | F    |      |      |      |      |      |      |      |      |      |      |      |      |

## Medaljer
| Event  | Guld | Sølv | Bronze |
| ------ | --- | --- | --- |
| Herrer | USA · Skip: John Shuster · Third: Tyler George · Second: Matt Hamilton · Lead: John Landsteiner · Reserve: Joe Polo               | Sverige · Skip: Niklas Edin · Third: Oskar Eriksson · Second: Rasmus Wranå · Lead: Christoffer Sundgren · Reserve: Henrik Leek | Schweiz · Fourth: Benoît Schwarz · Third: Claudio Pätz · Skip: Peter de Cruz · Lead: Valentin Tanner · Reserve: Dominik Maerki |
| Damer  | Sverige · Skip: Anna Hasselborg · Third: Sara McManus · Second: Agnes Knochenhauer · Lead: Sofia Mabergs · Reserve: Jennie Wåhlin | Sydkorea · Skip: Kim Eun-jung · Third: Kim Kyeong-ae · Second: Kim Seon-yeong · Lead: Kim Yeong-mi · Reserve: Kim Chohi        | Japan · Skip: Satsuki Fujisawa · Third: Chinami Yoshida · Second: Yumi Suzuki · Lead: Yurika Yoshida · Reserve: Mari Motohashi |
| Mixed  | Canada Dame: Kaitlyn Lawes Herre: John Morris                                                                                     | Schweiz Dame: Jenny Perret Herre: Martin Rios                                                                                  | Norge Dame: Kristin Moen Skaslien Herre: Magnus Nedregotten                                                                    |

## Medaljeoversigt
| Curling  | Guld | Sølv | Bronze | Total |
| Sverige  | 1    | 1    | 0      | 2     |
| Canada   | 1    | 0    | 0      | 1     |
| USA      | 1    | 0    | 0      | 1     |
| Schweiz  | 0    | 1    | 1      | 2     |
| Sydkorea | 0    | 1    | 0      | 1     |
| Norge    | 0    | 0    | 1      | 1     |
| Japan    | 0    | 0    | 1      | 1     |